# 콘퍼런스 콜

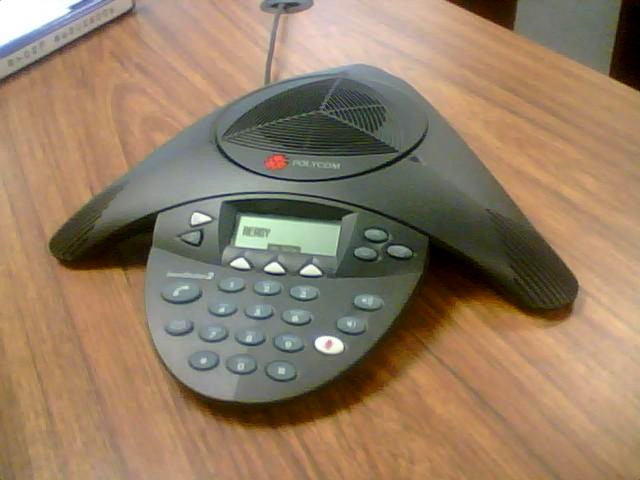
콘퍼런스 콜용으로 제작된 폴리컴(Polycom) 전화

콘퍼런스 콜(Conference call)은 누군가가 동시에 여러 사람들에게 대화할 수 있는 전화 호출이다. 유의어로 전화 회의가 있다. 콘퍼런스 콜은 호출된 단체가 통화 또는 셋업 중에 참여할 수 있도록 설계될 수 있다. 그리하면 호출된 단체는 통화 내용을 듣고 말은 할 수 없다. 이를 ATC(audio teleconference)라고 부른다.